# Колтымак (верхний приток Тоймы)
Колтымак — река в России, протекает в Республике Удмуртия. Устье реки находится в 94 км по левому берегу реки Тойма. Длина реки составляет 12 км, площадь водосборного бассейна 43,9 км².

## Данные водного реестра
По данным государственного водного реестра России относится к Камскому бассейновому округу, водохозяйственный участок реки — Кама от Нижнекамского гидроузла и до устья, без реки Вятка, речной подбассейн реки — бассейны притоков Камы до впадения Белой. Речной бассейн реки — Кама.